# 帕迪·多诺万
帕迪·多诺万（英語：Paddy Donovan，1936年12月23日—2018年3月11日），新西兰男子拳击运动员。他曾代表新西兰参加1958年和1962年大英帝国和英联邦运动会拳击比赛，获得二枚铜牌。